# Ваздухопловномедицински институт
Ваздухопловномедицински институт (ВМИ) је специјализована здравствена, образовна и научна институција Ваздухопловства и противваздухопловне одбране Војске Србије, одговорна за развој ваздухопловне медицине у свим њеним видовима, школовање кадрова у области ваздухопловне медицине, здравствену селекцију цивилних и војних латача и падобранаца и организацију и спровођење специфичних мера превентивномедицинске заштите у јединицама Ваздухопловства Војске Србије (а до њеног распада и Југославије). По својим стручним могућностима, дијагностичкој опреми и смештајним капацитетима, ВМИ се сврстава међу најразвијеније установе тог типа у свету .

## Услови за настанак ВМИ
Од новембра 1944. до марта 1945. формира се Југословенско ратно ваздухопловство (ЈРВ) са две дивизије које су у свом саставу имале по три пука. Њихово формирање прати и развој санитетске службе ЈРВ, које се у почетку развија по узору на руско ваздухопловство, на шта је утицао значајан допринос Русије у почетном периоду његовог настанка и развоја.
При команди Ратног ваздухопловства с пролећа 1945. формира се прва санитетска служба ЈРВ која између осталог има и задатак да обавља избор кандидата за летачку обуку али и да врши здравствени надзор над обученим летачима и даје мишљење о њиховој здравственој способности за летење.
За потребе летачких јединица на аеродромима ЈРВ формрају се прве летачке амбуланте, чији је основни задатак био обезбеђење летења и лечење оболелих пилота и осталог особља, па су оне за ту намену у свом саставу имале и стационар са по 30 лежаја. Особље ових амбуланти било је недовољно обучено из области Ваздухопловне медицине, те се њихов рад углавном сводио на дежурство у време летења и пружање прве помоћи у случају удеса ваздухоплова.
Новембра месеца 1945. са радом почиње и прва комисија за летаче (ЛЛК која касније прераста у ВЛКЛ), са правом самосталног одлучивања и доношења одлука о здравственој способности летача за обављање летачке професије. Први председник комисије био је пуковник др Виктор Ђаков, а комисија је радила у Земуну у згради Команде ЈРВ. У свом саставу ова комисија имала је лекаре следећих специјалности; 
- хирурга,
- интернисту,
- неуропсихијатра и психометристу,
- оториноларинголога,
- офталмолога.

За потребе летачких јединица на аеродромима ЈРВ формиране су прве летачке амбуланте, чији је основни задатак био обезбеђење летења и лечење оболелих пилота и осталог летачког и нелетачког особља. За ту намену новоформиране аеродромске амбуланте у свом саставу имале су и стационар са по 30 лежаја. Особље ових амбуланти било је недовољно обучено из области Ваздухопловне медицине, те се њихов рад углавном сводио на дежурство у време летења и пружање прве помоћи у случају удеса ваздухоплова.
Недовољан број и ниска стручност обучених лекара за рад у области Ваздухопловне медицине, као и све већа потреба за квалитетнијом селекцијом летача захтевала је оснивање једне специјализоване установе, по угледу на установе тога типа које су већ постојале у ваздухопловствима многих земаља света. Тако је у ЈРВ настала идеја за оснивањем Ваздухопловномедицинског инситута.

## Први кораци
Ваздухопловномедицинског института (ВМИ) је основан 11. новембар 1945. у Земуну у улици Соње Маринковић бр. 4. За првог начелника ВМИ постављен је капетан др Бранислав Остојић.
Ваздухопловно медицински институт је у почетку био мала специјализована болница намењена оболелим и повређеним пилотима, која 1946. године почиње са селекцијом летача. У почетку свог рада институт је више личио на болницу, која је у свом саставу имала;
- хируршко,
- интерно,
- неуролошко
- очно и ушно одељење,
- кабинете за рендгенологију и
- клиничку лабораторију.

У две операционе сале, које су биле у саставу ВМИ рађене су операције из области хирурургије, оториноларингфологије и офталмологије, а институт је располагао са 36 постеља.

## Развој у научно-наставној области
Нагли развој ваздухопловства условио је да 1947. Институт добије и облик научне установе јер започиње са истраживањима из области ваздухопловне медицине. Укидају се болничка одељења и формирају кабинети и оснива се прва психофизиолошка лабораторија са кабинетом за електроенцефалографију.
У институту се образује и прва библиотека која је стално обогаћивана новом литературом из области ваздухопловне медицине,. ВМИ 1948. покреће и часопис Гласник ваздухопловне медицине, који излази све до 1952. када се због недостатака новца престаје његово даље објавњивање.
У 1949. ВМИ формира прву лабораторију за авиофизиологију ради испитивања утицаја висине и лабораторију за авиохигијену која се бави проблематиком исхране летача, заштитне летачке опреме и штетним факторима летења.
Године 1949. у Ваздухопловно медицинском институту у Земуну организују се први курсеви за обуку лекара из области Ваздухопловне медицине и психологије, а трупне јединице ЈРВ се попуњавују школованим лекарима и медицинским техничарима.
Током 1954. институт започиње и са првом обуком летача из ваздухопловне медицине и психологије и физиолошком тренажом која се састојала из теоретске наставе и практичног дела који је спровођен у барокомори, на избацивом седишту, а касније и на центрифуги и уређају за демонстрацију илизија у току лета. Те године купљена је и прва клима барокомора и тренажер са избацивим седиштем.
До 1955. особље (ВМИ) се усавршавало у европским земљама и Сједињеним Америчким Државама, а нешто касније и у Совјетском Савезу. Исте године почиње и примена савремене физиолошке тренаже за летаче, на основу искустава стечених у САД и СССР., а формира се и прва фарма са експерименталним животињама намењена фундаменталним истраживањима.
Један број лекара паралелно са стручним усавршавањем у убласти Ваздухопловне медицине, завршава пилотску и падобранску обукеу и добија звање пилота (др. Ј. Зупанц, др М. Јањушевић, др Шундрић ....) и звање падобранца (др М. Петровић-Бомба, др Милорад Димић, др М. Ђорђевић, др Слободан Андрејић, .....), што је допринело њиховом квалитетнијем раду у области Ваздухопловне медицине.

## Опрема
Следи набавка за оно време савремене опрема;
- 1964. опреме за мерење радарског зрачења,
- 1967. уређаја за регистровање централне и периферне реографије,
- 1971. уређаја за континуирано региостровање ЕКГ у току летења и падобранских скокова,
- 1975, лабораторије за анлизу људског гласа и говора,
- 1978. двокраке центрифуге,
- 1985. уређаја за демонстрацију просторне дезоријентације,
- 1997. хипербарична комора

Од 1964. ВМИ поред праћења здравственог стања летача преузима и контролу и праћење здравственог стања људства изложеног радарском зрачењу.
Године 1988. ВМИ се сели у Батајницу у нови објекат у оквиру Војне болнице "Батајница". Смештајем, опремом и стручним могућностима убраја се међу најразвијеније установе у свету, које се у то време баве ваздухопловном медицином.

## ВМИ - наставна базаВМА
У оквиру Војномедицинске академије, 1981. са установљењем специјализације Ваздухопловне медицине (званично признате специјализације од стране Министарства здравља у трајању од три године), ВМИ постаје и наставна база Војномедицинске академије за реализацију школовања свих профила лекара у области Ваздухопловне медицине.
Захваљујући наставничком кадру ВМИ 24. октобра 1983. ЈАТ и Ратно ваздухопловство и ПВО Југославије добили су прву генерацију дипломираних специјалиста Ваздухопловне медицине, коју су чинили војни и цивилни лекари из:
Србије
- др Милорад Димић, РВ и ПВО аеродром Ниш,
- др Павле Остојић, ВМИ Земун,
- др Миодраг Јањушевић, ВМИ Земун,
- † др Вукашин Гојковић, ВМИ Земун,
- др Љиљана Стијовић, Диспанзер ЈАТ-а Београд

Хрватске
- др Владимир Плетикапић, РВ и ПВО аеродром Загреб,
- др Зоран Лолић, РВ и ПВО ВВА аеродром Задар,

Босне и Херцеговина
- др Никола Бјеговић, РВ и ПВО аеродром Бихаћ,
- др Фејсал Борић, РВ и ПВО аеродром Мостар,

Македоније
- др Борис Арсов, РВ и ПВО аеродром Петровац (Скопље),

## Реорганизације ВМИ
У току НАТО агресије на Савезну Републику Југославију 1999. у више наврата бомбардован је аеродром Батајница. У једном од тих бомбардовања оштећена је и зграда ВМИ, што је захтевало измештање института у нове просторе.
ВМИ је једним делом остао на аеродрому Батајница а већим делом је измешта у простор ВМА, када је дошло и до његове реорганизације, и промене назива у Институт за ваздухопловну медицину (ИВМ) ВМА. . Тада је интегрисан у састав Сектора за превентивну медину Војномедицинске академије
Институт је 15. фебруара 2010. поново реорганизован и поново враћен у састав Ваздухопловства и противваздухопловне одбране Војске Србије, под старим називом - Ваздухопловномедицински институт.
Од 18. јуна 2007. године ВМИ је одлуком Директората цивилног ваздухопловства, Aero Medical Center број 001, једина медицинска институција у Србији која има овлашћење за издавање уверења након обављених лекарских прегледа овлашћеног ваздухопловног особља по S-JAR-FCL-3-лицинеци (енгл. Joint Aviation Requirements-Flight Crew Licencing).

## Начелници ВМИ
У дугогодишњој историји ВМИ на његовом челу су били бројни еминентни стручњаци, професори и доктори медицинских наука, магистри и врхунски специјалисти у области ваздухопловне медиицине;
- др Бранислав Остојић
- др Виктор Ђаков
- др Алфред Најфелд
- др Радомир РајшићОрганизациона структура ВМИ од 15. фебруара 2010
- др Младен Ившић
- др Марко Јањић
- др Станко Плевник
- др Антун Ришави
- др Стјепан Јанеш
- др Алдександар Радовић
- др Војислав Богдановић
- др Миодраг Јањушевић
- др Милорад Дамњановић
- др Слободан Рудњанин
- др Миле Пребоч
- др Мирослав Павловић

## Улога и задаци

### Улога
- Селекција летача, физиолошка тренажа летача
- Периодични (редовни и ванредни) прегледи/оцењивање војних и цивилних летача, падобранаца и контролора летења
- Настава из области ваздухопловне медицине (теоријска и практична), научноистраживачки рад
- Развој и периодични (редовни и ванредни) прегледи заштитне опреме и средстава за летаче
- Координација и развој ваздухопловномедицинских правилника
- Унапређење летачке безбедности, преко испитивања ваздухопловних удеса и предлагања заштитних мера
- Ваздухопловномедицинска подршка страних армија
- Стална медицинска спремност за трансформацију, ратну медицинску установу у случају рата.[5]

### Задаци
- Селекција и редовни и ванредни прегледи за војне пилоте са доношењем оцене по критеријумима I, II и III
- Селекција и редовни и ванредни прегледи цивилних летача са доношењем оцене по критеријумима I, II, JAA (енгл. Joint Aviation Authorities) и FAA (енгл. Federal Aviation Administration - USA) за летачку дозволу
- Консултативни и конзилијарни специјалистички прегледи ваздухопловног и неваздухоплопвног особља
- Систематски прегледи и оцена здравствене способности за рад
- Терапија кисеоником под притиском у хипербаричној комори
- Ваздухопловно-физиолошке услуге
- Функционална испитивања у условима летења
- Физиолошка тренажа (теоријска и практична настава)
- Испитивање заштитне летачке опреме
- Специјализација и курсеви из ваздухопловне медицине
- Консалтинг из области ваздухопловне медицине

## Галерија
- Декомпресија у хипобаричној комори ВМИ
- Пилотска центрифуга у ВМИ, (комбинована гравитационо-висинска лабораторија)
- Хипербарична барокомора
- Физиолошка тренажа у барокомори ВМИ
- Лауреати ВМИ - акад. проф. др Р. Дебијађи, проф. др А. Радовић, проф. др С. Џелајлија, проф. др Ј. Давидовић
- Прва генерација спец. Вазд. медицине са, члановима испитне комисије
- 40. годишњица ВМИ (јубиларна коверта)
- Конгрес Вазд. мед. у Југославији (јубиларна дописница)